# Halewood
Halewood is een civil parish in het bestuurlijke gebied Knowsley, in het Engelse graafschap Merseyside. In 2001 telde het dorp 20309 inwoners.

## Geboren
- Mary Peters (1939), olympisch kampioene vijfkamp